# Roses
Die Stadt Roses (katalanisch [ˈrɔzəs]; spanisch Rosas [ˈrosas]) liegt in der autonomen Region Katalonien in Spanien und hat 20.362 Einwohnern (Stand: 2024). Sie ist  in der Comarca Alt Empordà am Nordrand des Golfes von Roses in der Provinz Girona gelegen.

## Geschichte
Die Region war bereits in frühgeschichtlicher Zeit besiedelt. Davon finden sich  im Parc Megalític de Roses Zeugnisse der Megalithkultur. Dort befinden sich drei große Dolmen und die Menhire de la Casa Cremada, die etwa 3000 v. Chr. datieren. Die Festung Ciutadella de Roses, der alten Stadt, umfasst 131.480 Quadratmeter und birgt archäologische Fundstücke mit den Resten der im Jahr 776 v. Chr. von den Rhodern (oder nach neueren Forschungen erst im 4. Jahrhundert von den Griechen aus Massilia) an der Einmündung eines kleinen Torrente angelegten griechischen Siedlung Rhode. Auf sie führt Roses seinen Namen zurück.
In Roses befand sich im 4. und 3. vorchristlichen Jahrhundert eine römische Niederlassung. Die Reste liegen im Boden. Das imposante Eingangstor zur Festungsstadt wurde jedoch erst im 16. Jahrhundert von König Karl I. erbaut. Ein von den Westgoten im 7. Jahrhundert erbautes Kastell (Castrum visigòtic) auf dem Puig Rom ist heute noch in seinen Strukturen zu erkennen. Unterhalb dieses 240 Meter hohen Berges, auf einer Höhe von 60 Metern über dem Meeresspiegel liegt das Castell de la Trinitat. Es handelt sich dabei um eine Festungsanlage, die ebenfalls unter Kaiser Karl V., dem Spanischen Carlos I., im Jahre 1544 erbaut wurde, um die Einfahrt zur Bucht zu beherrschen. Von hier bietet sich ein Ausblick auf die Empordà und zu den Pyrenäen. Im 18. Jahrhundert wurde die alte Stadt nach Zerstörungen aufgegeben und nördlich um die Kirche neu errichtet. Die Zitadelle verfiel.
Nach dem spanischen Bürgerkrieg ließ General Franco oberhalb der Felsküste verbunkerte Geschützbatterien  errichten, um einer möglichen Invasion der Alliierten an den weitläufigen Sandstränden in der Bucht von Roses militärisch begegnen zu können.

## Stadtgliederung
Zu Roses gehören die Ortsteile (Einwohner):
- Roses (Stadt) (9691)
- Canyelles (1061)
- La Garriga (109)
- Mas Fumats (282)
- Mas Oliva (814)
- Montjoi (6)
- Santa Margarida (1375)
- El Grecs (920)

## Umgebung

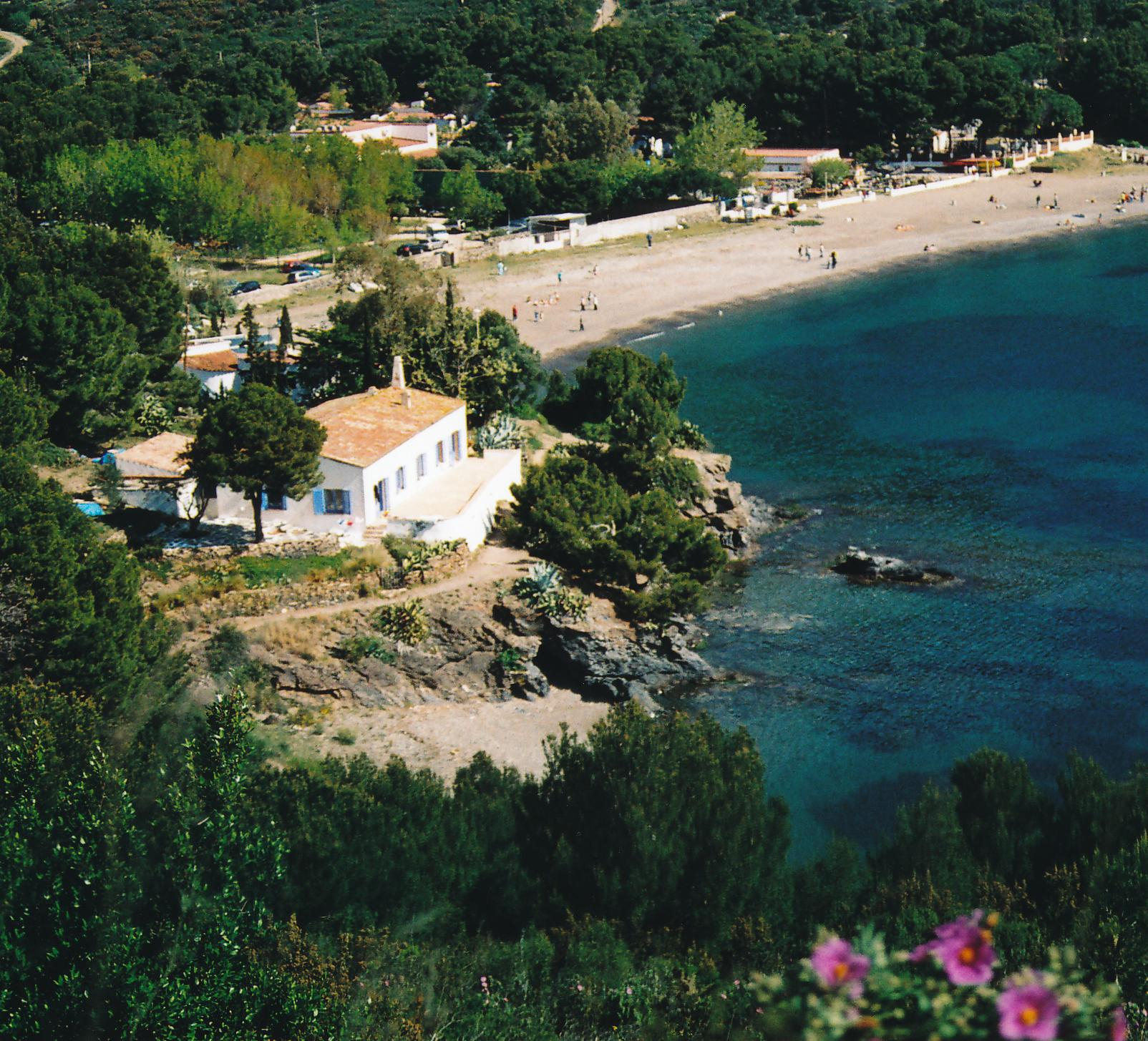
Blick auf die Cala Montjoi und das ehemalige 3-Sterne Restaurant El Bulli von Ferran Adrià

Roses grenzt an die Halbinsel Cap de Creus (Naturschutzgebiet), die den östlichsten Punkt des kontinentalen Spaniens bildet. Nachbarorte sind: die kanaldurchzogene touristische Planstadt Empuriabrava (zur Gemeinde Castelló d’Empúries), Cadaqués, El Port de la Selva, Palau-saverdera und La Selva de Mar. Urbanisationen ziehen sich die Berge hinauf bis zur Spitze des Hausberges. Der fast drei Kilometer lange Sandstrand im Stadtbereich verläuft zwischen dem 2003 erbauten neuen Yachthafen und dem Riu Grau im Süden. Daran schließen sich nach Norden hin folgende Buchten an:
- Canyelles Petites
- Grosses (Leuchtturm)
- l’Almadrava
- Cap Norfeu
- Punta Falconera
- Cala Jóncols
- Cala Montjoi

Durch die Nähe zu den Pyrenäen ist Roses häufig im Einflussbereich des starken Nordwinds, der Tramuntana.

## Wirtschaft
Haupteinnahmequelle der Stadt ist seit Beginn der 1960er Jahre der Tourismus. In der Hauptsaison bevölkern etwa 100.000 Touristen die vier Campingplätze, rund 50 Hotels sowie zahlreiche Ferienhäuser und Appartements. In der näheren Umgebung gibt es Landwirtschaft, wie Olivenanbau, Gemüseanbau, Wein und Nutztierhaltung.
Darüber hinaus verfügt Roses mit dem Port de Roses über einen der wichtigsten und größten Fischereihäfen sowie den derzeit modernsten Sporthafen Kataloniens. Einen ersten Hinweis auf die Bucht von Roses mit einem seinerzeit natürlichen Hafen gab es bereits seit dem Jahre 218 vor Christus, als Roses eine römische Siedlung war.
Die Fischfangflotte arbeitet heute noch mit zirka 40 Booten ausschließlich küstennah. Der Fisch wird direkt in der Fischhalle versteigert. Da der Fischfang immer mehr zurückgeht, nimmt seinen Platz die Freizeitschifffahrt ein. Im Sommer 2004 wurde auf dem Hafengelände der modernste Sporthafen der Costa Brava eingeweiht; er bietet Liegeplätze für 485 Boote und für Yachten bis 35 Meter Länge.

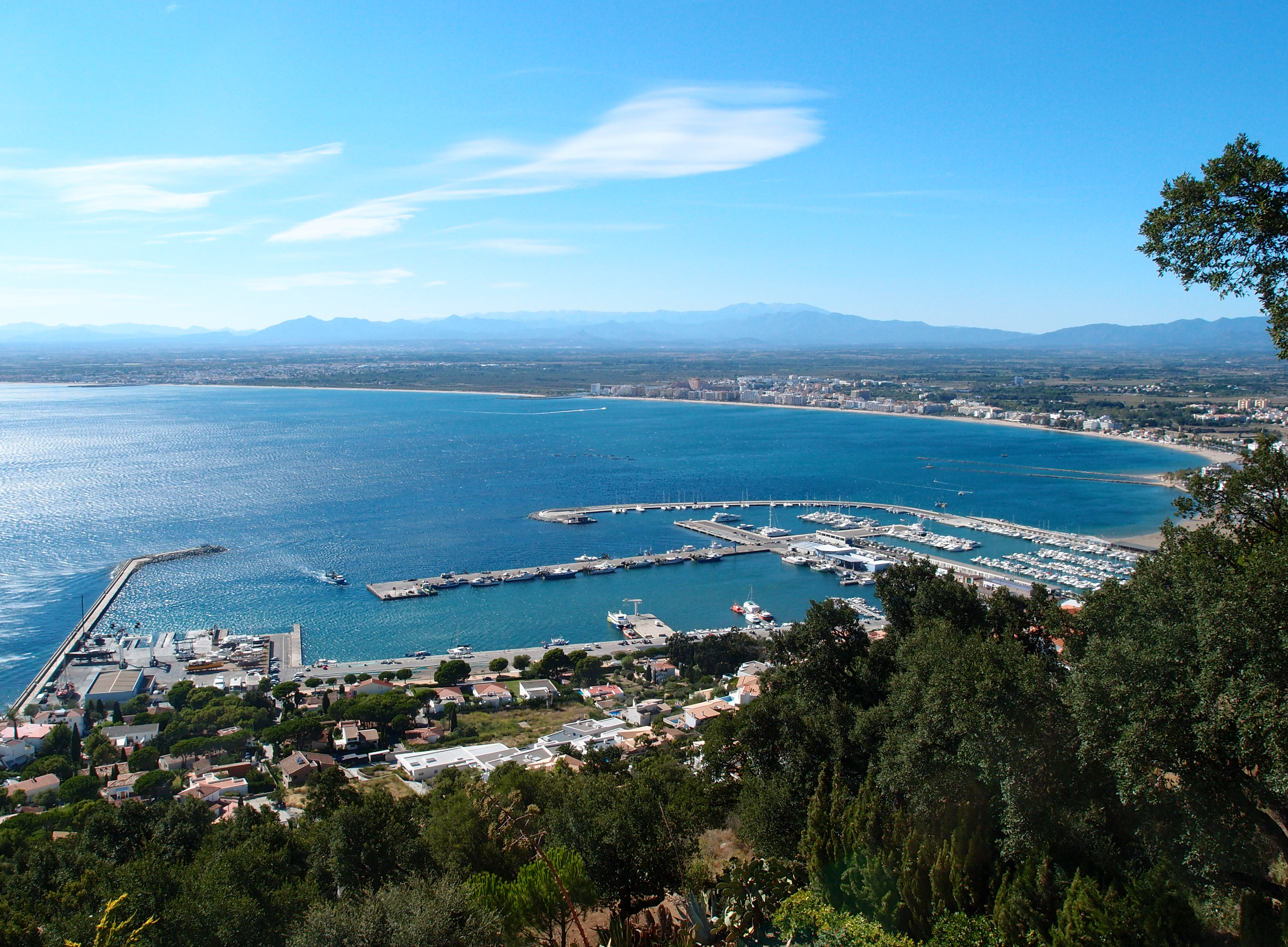
Gesamtansicht des Sport- und Fischereihafens
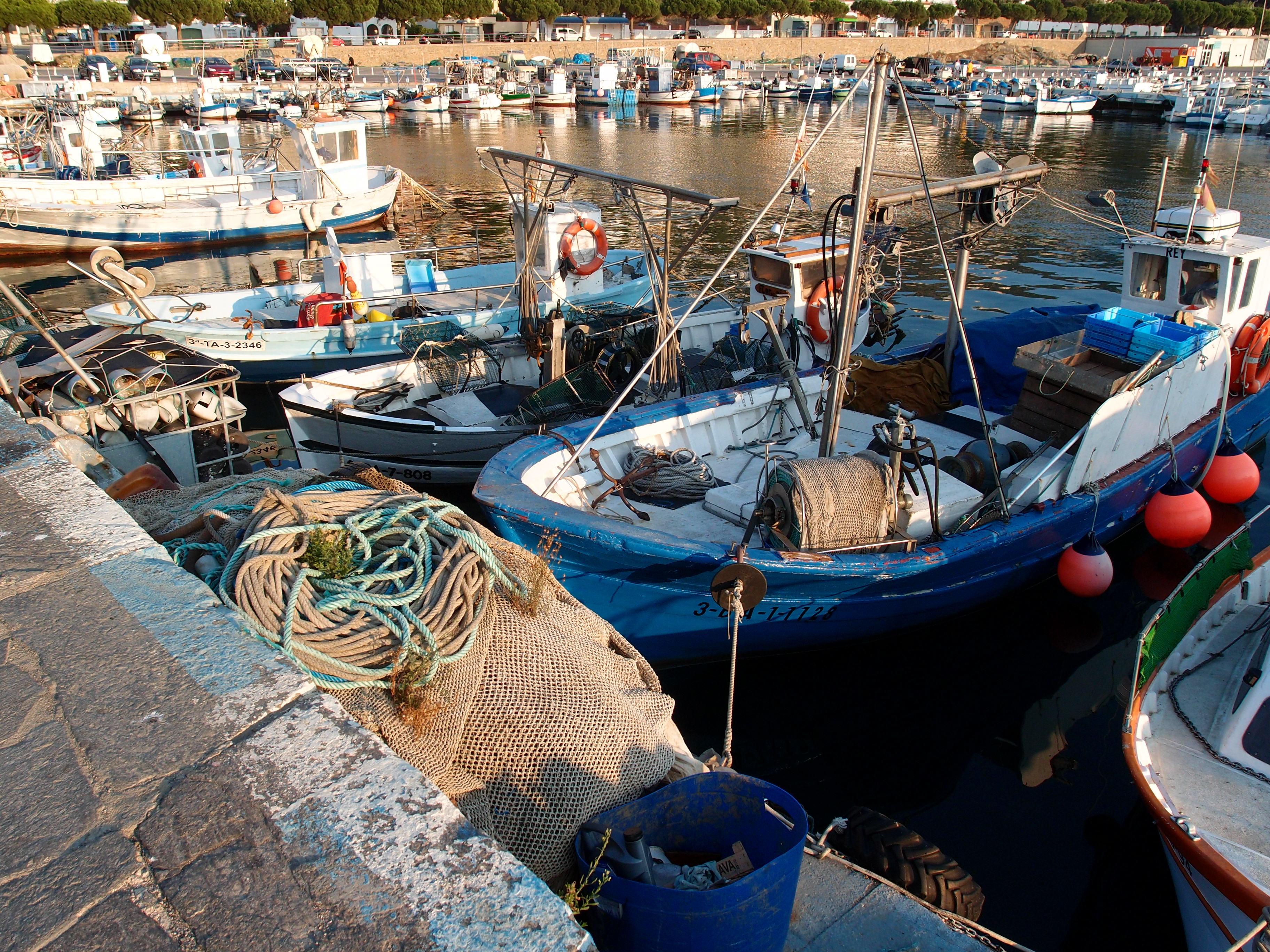
Kleinere Boote zum Fischfang innerhalb der Bucht
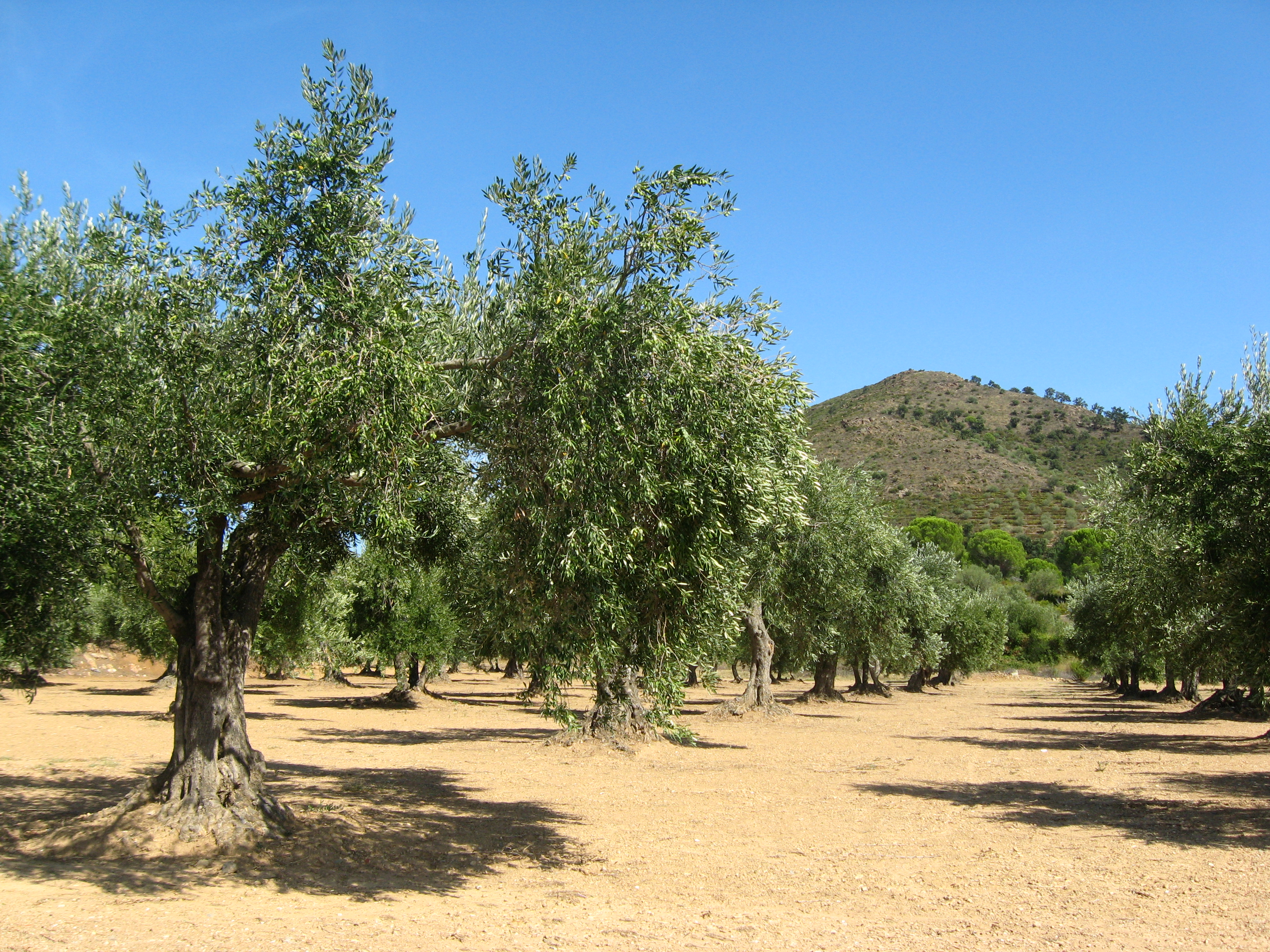
Olivenplantage
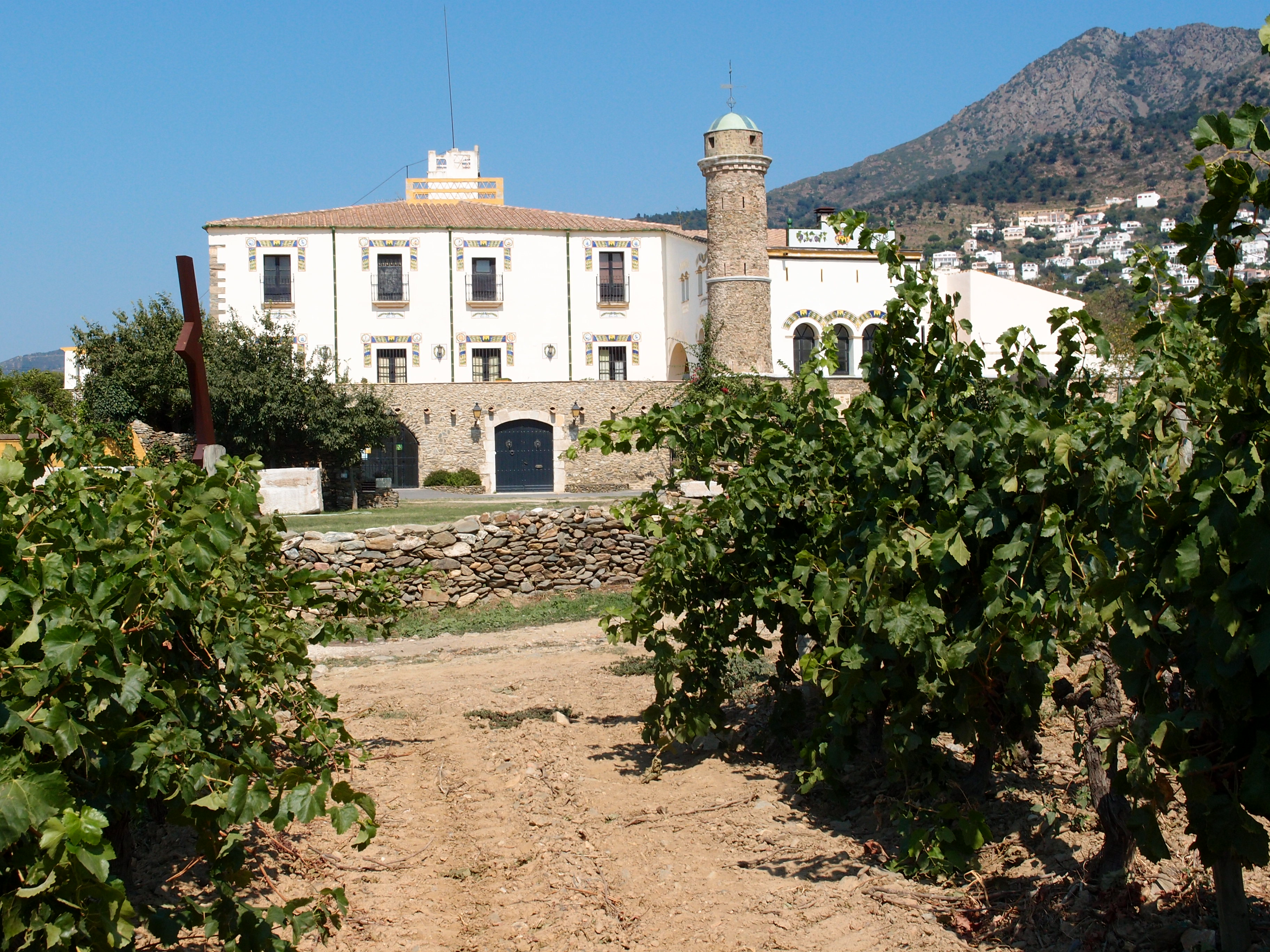
Weingut Coll de Roses

## Sehenswürdigkeiten

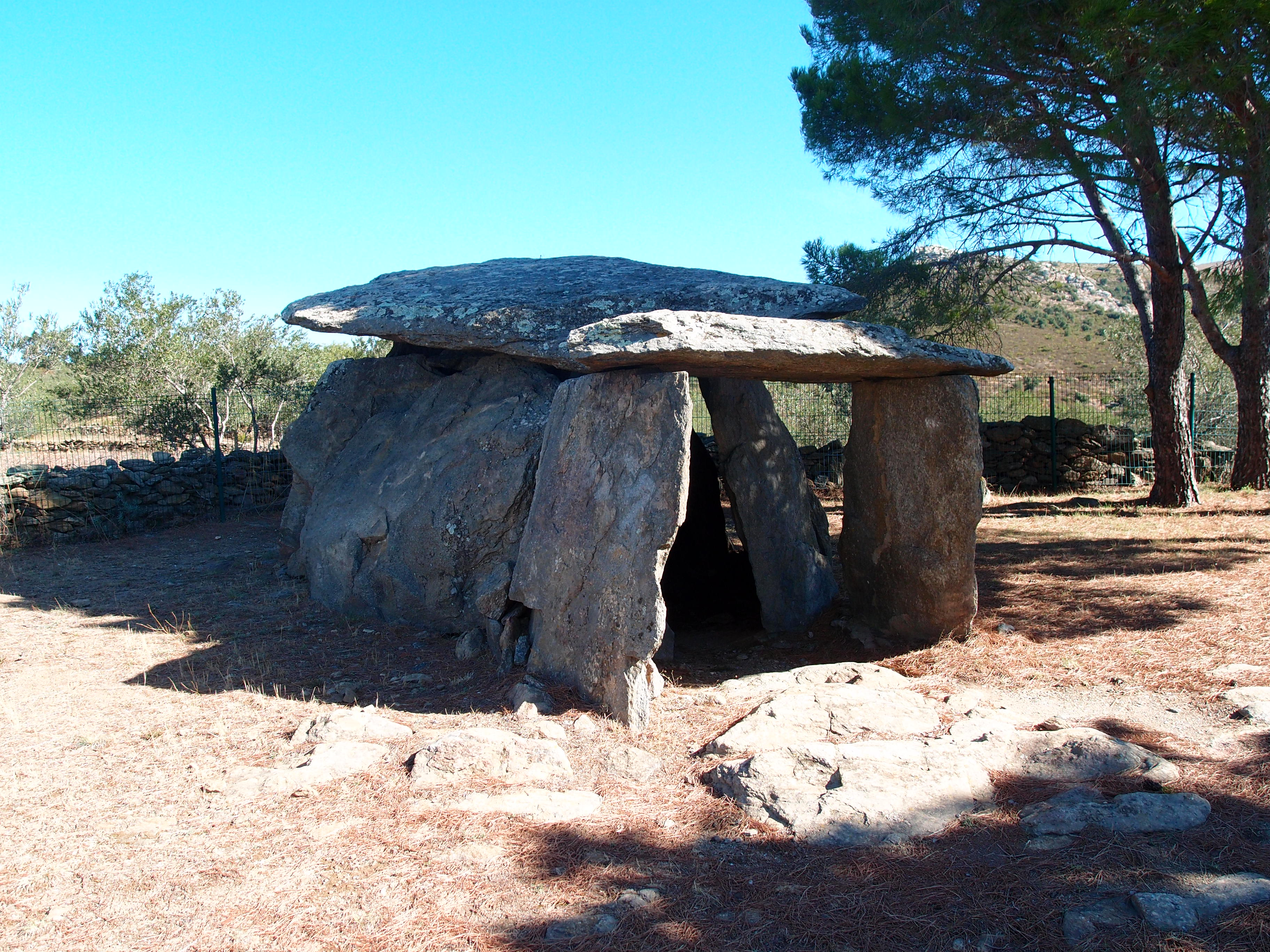
Dolmen de la Creu d’en Cobertella als größter Dolmen in Katalonien im Parc Megalític de Roses

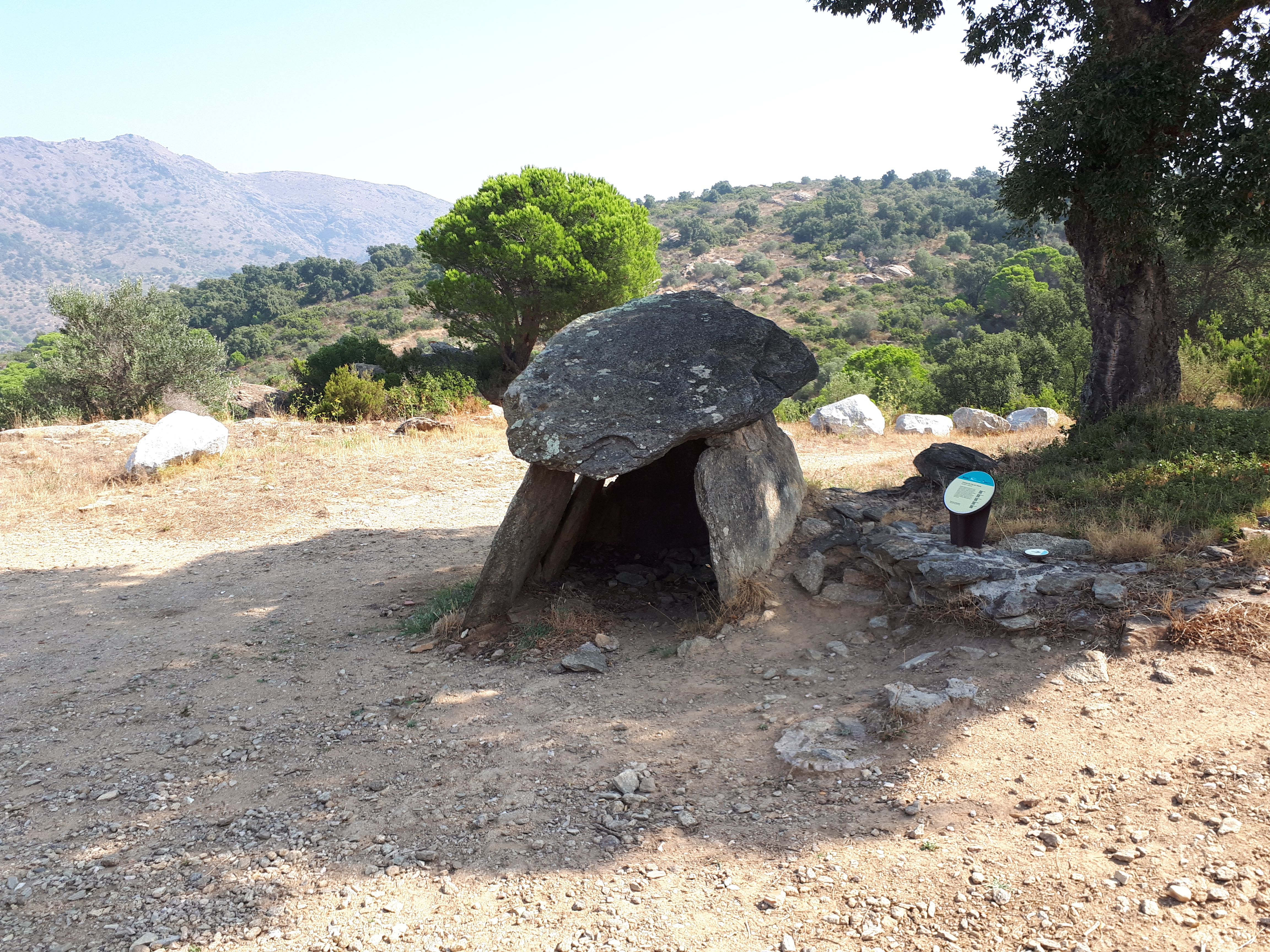
Dolmen del Cap de l'Home Anfang der 1980er Jahre restauriert

Zu den Sehenswürdigkeiten von Roses zählen unter anderem:
- Dolmen aus vorgeschichtlicher Zeit im Parc Megalític de Roses
- Zitadelle mit historischem Museum
- Stadttor aus dem 16. Jahrhundert
- Castell de la Trinitat
- Aussichtspunkt auf dem Puig Rom (240 Meter). Von hier aus bietet sich ein Ausblick auf die Bucht sowie in das Hinterland bis zu den Pyrenäen
- Castrum visigòtic (Ruine einer westgotischen Burg aus dem siebten Jahrhundert auf dem Puig Rom)
- Casa Mallol: Am zentralen Platz, der Plaça Catalunya, befindet sich ein Jugendstilhaus aus dem Jahre 1906. Derzeit beherbergt es das Rathaus von Roses
- Castell de Bufalaranya (Burgruine aus dem zehnten Jahrhundert)
- Parc Natural dels Aiguamolls de l’Empordà (Teilflächen des Naturparks befinden sich innerhalb der Gemeindegrenzen von Roses)

Etwa vier Kilometer nordöstlich der Stadt an der Bucht Cala Montjoi befand sich bis Herbst 2011 das Restaurant El Bulli des spanischen Meisterkochs Ferran Adrià, das seitdem geschlossen ist und die neu gegründete elBulliFoundation beherbergt. 20 Kilometer von Roses liegt Figueres, wo sich das Dalí-Museum befindet. Auch im nahen Cadaqués hat Dali Spuren hinterlassen. Sein Wohnhaus in Portlligat ist heute ein Museum und kann öffentlich besichtigt werden. Barcelona liegt etwa anderthalb Autostunden von Roses entfernt.

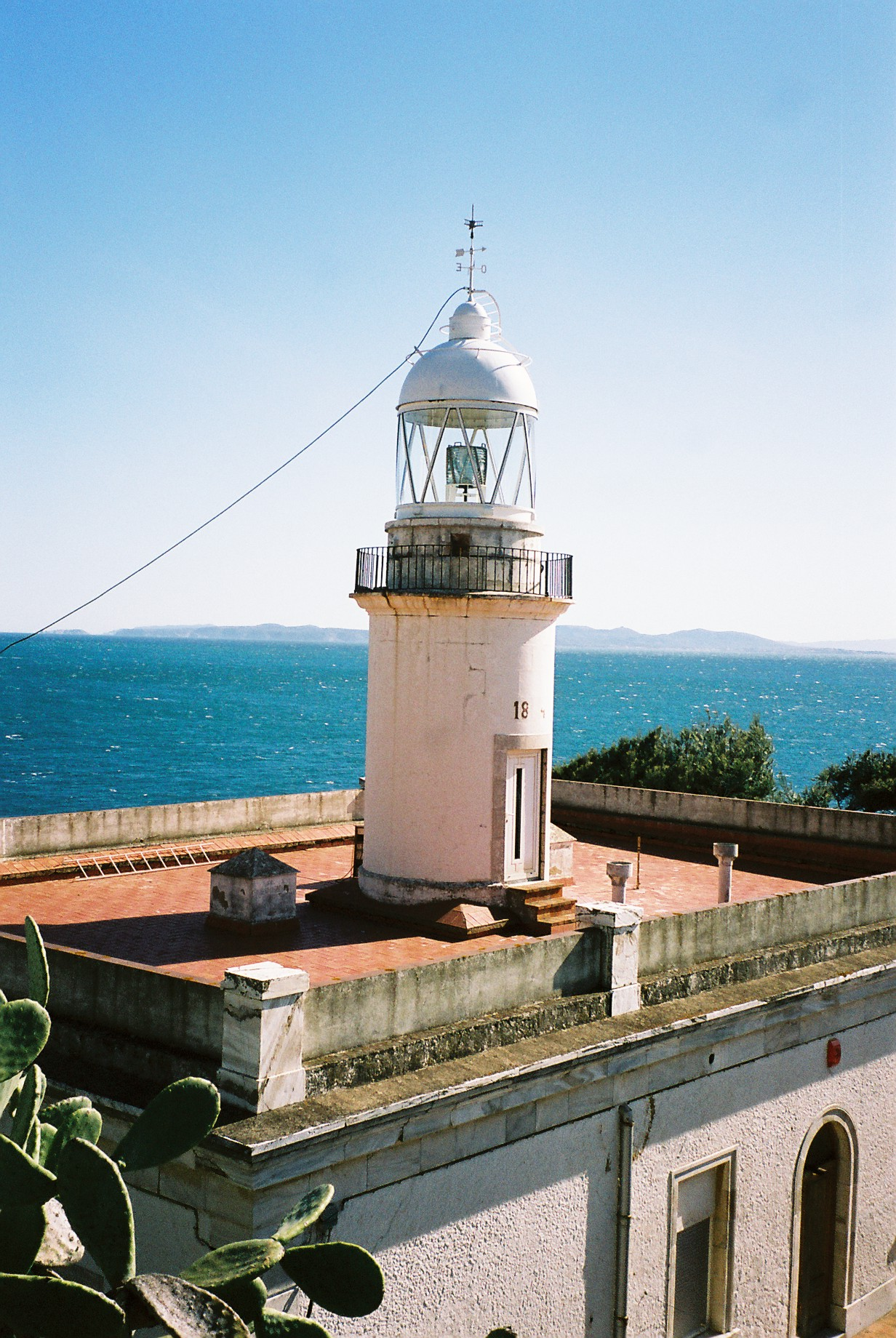
Der Leuchtturm
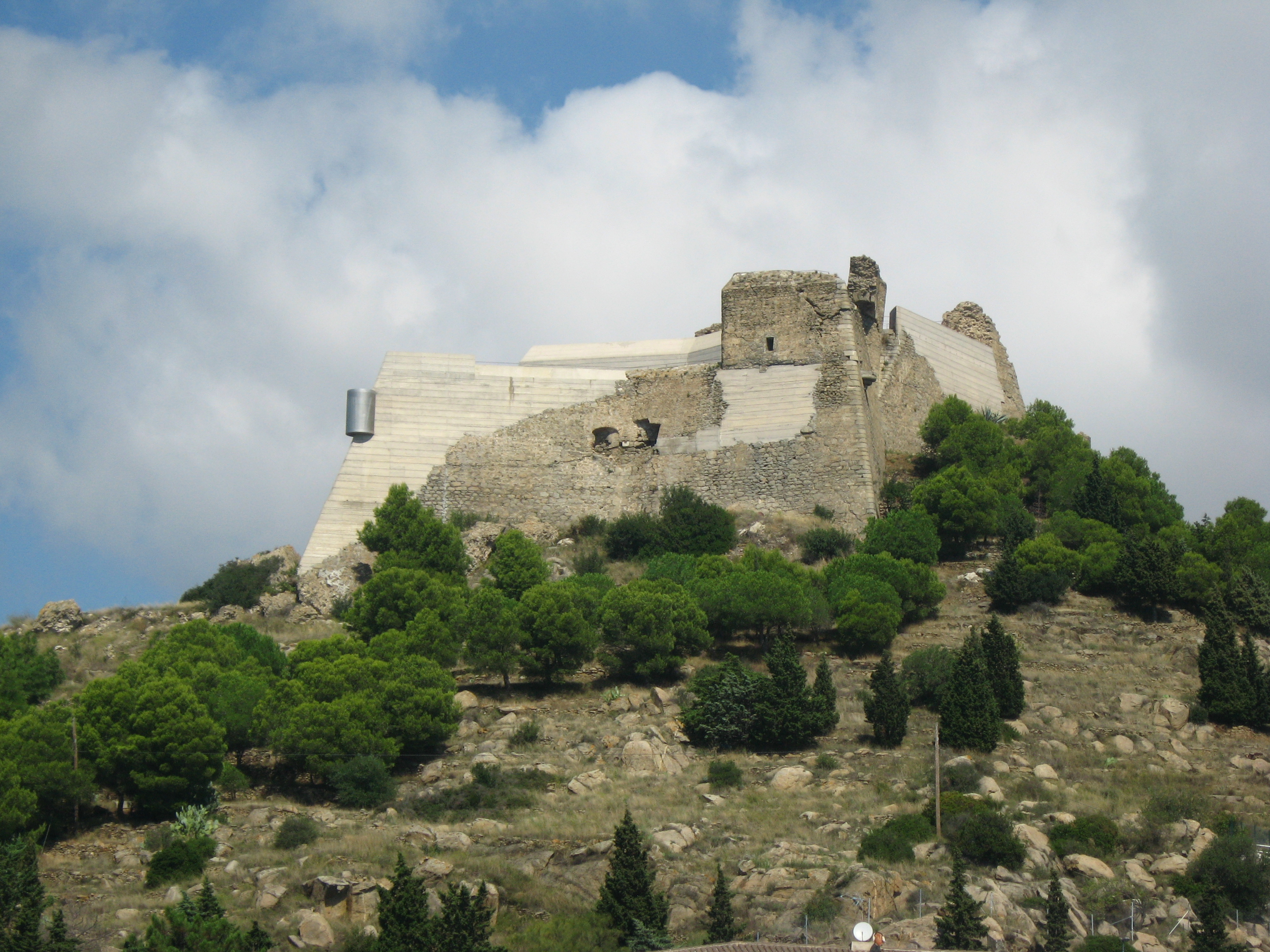
Das Castell de la Trinitat
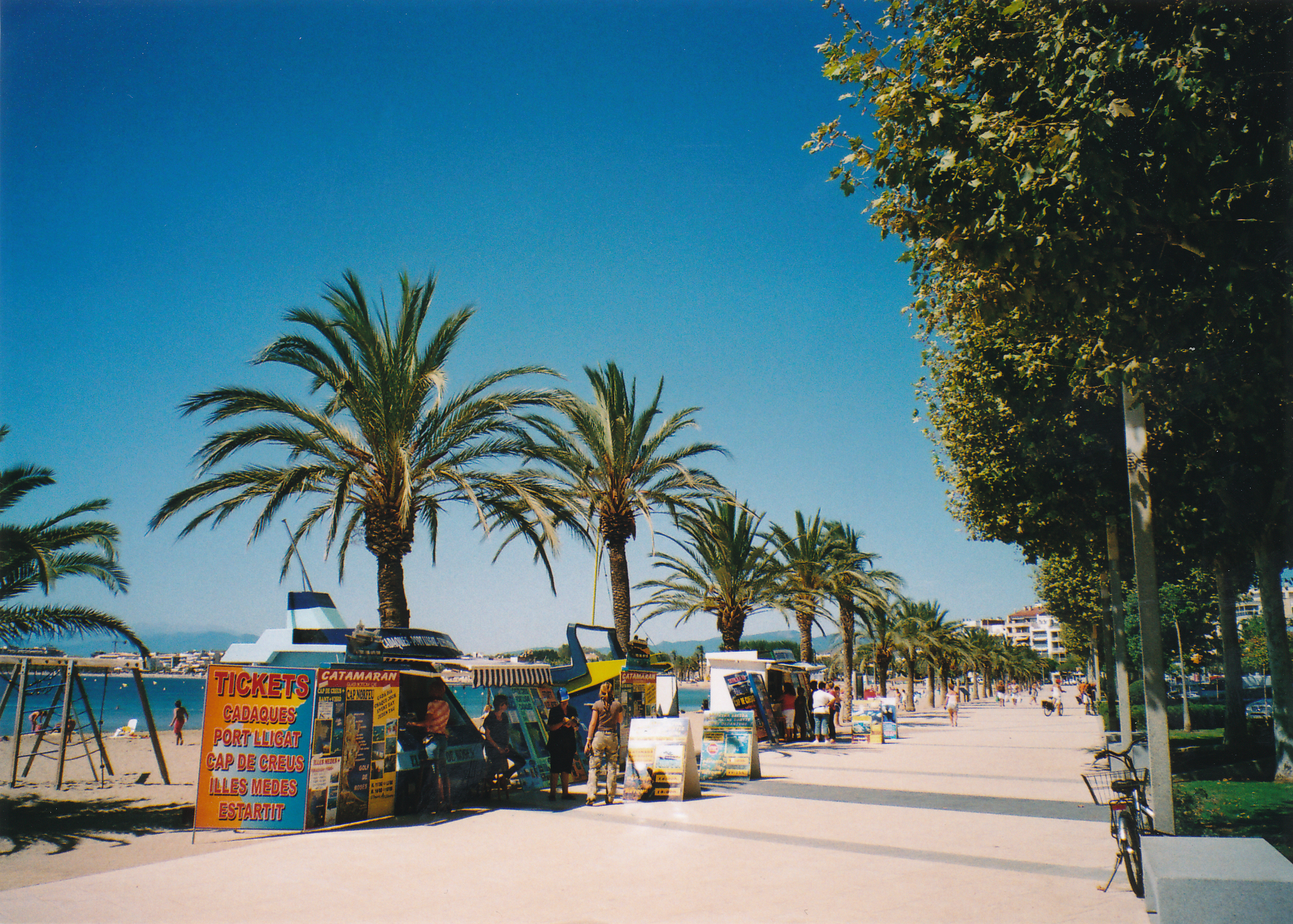
Die Palmenpromenade
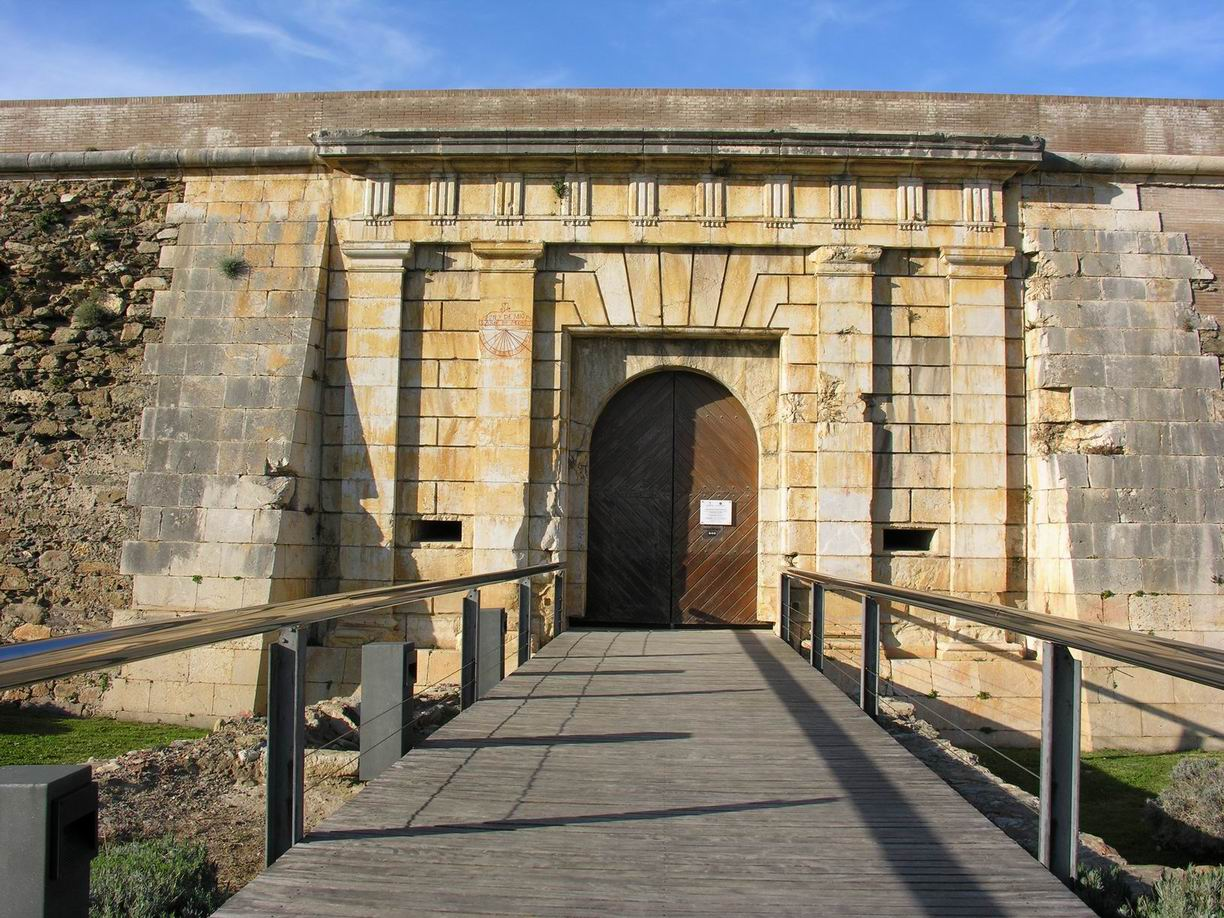
Die Zitadelle von Roses
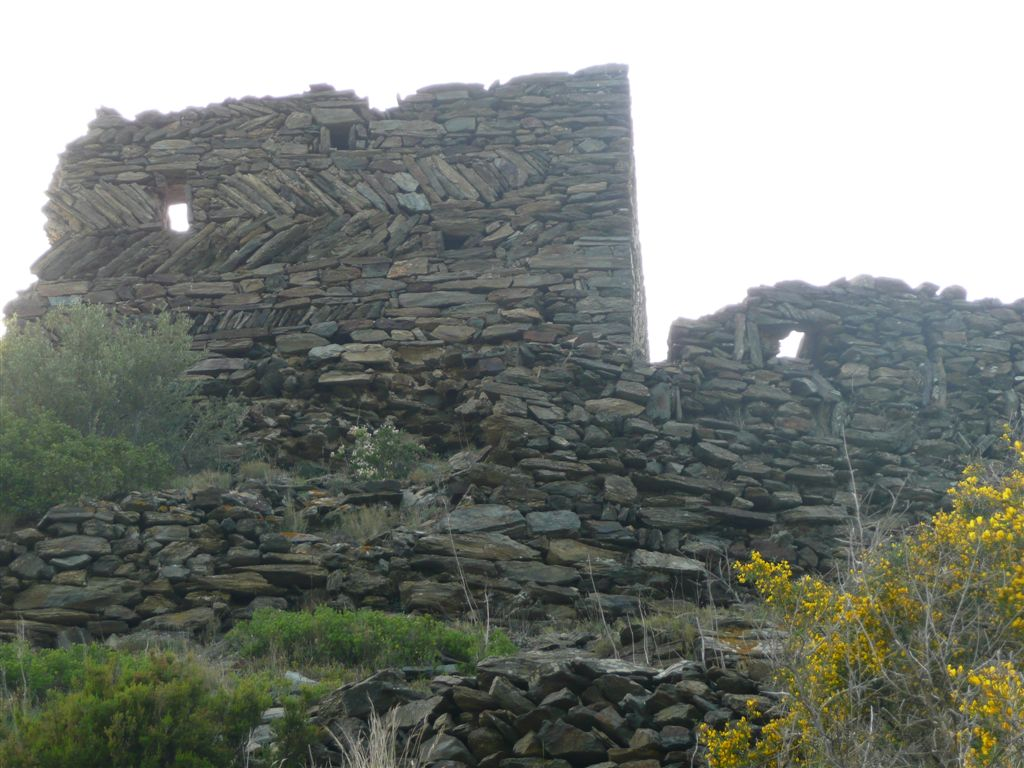
Castell de Bufalaranya